# Törökország nemzeti parkjainak listája
Törökországnak 2009-ben 40 nemzeti parkja volt.

## A nemzeti parkok listája

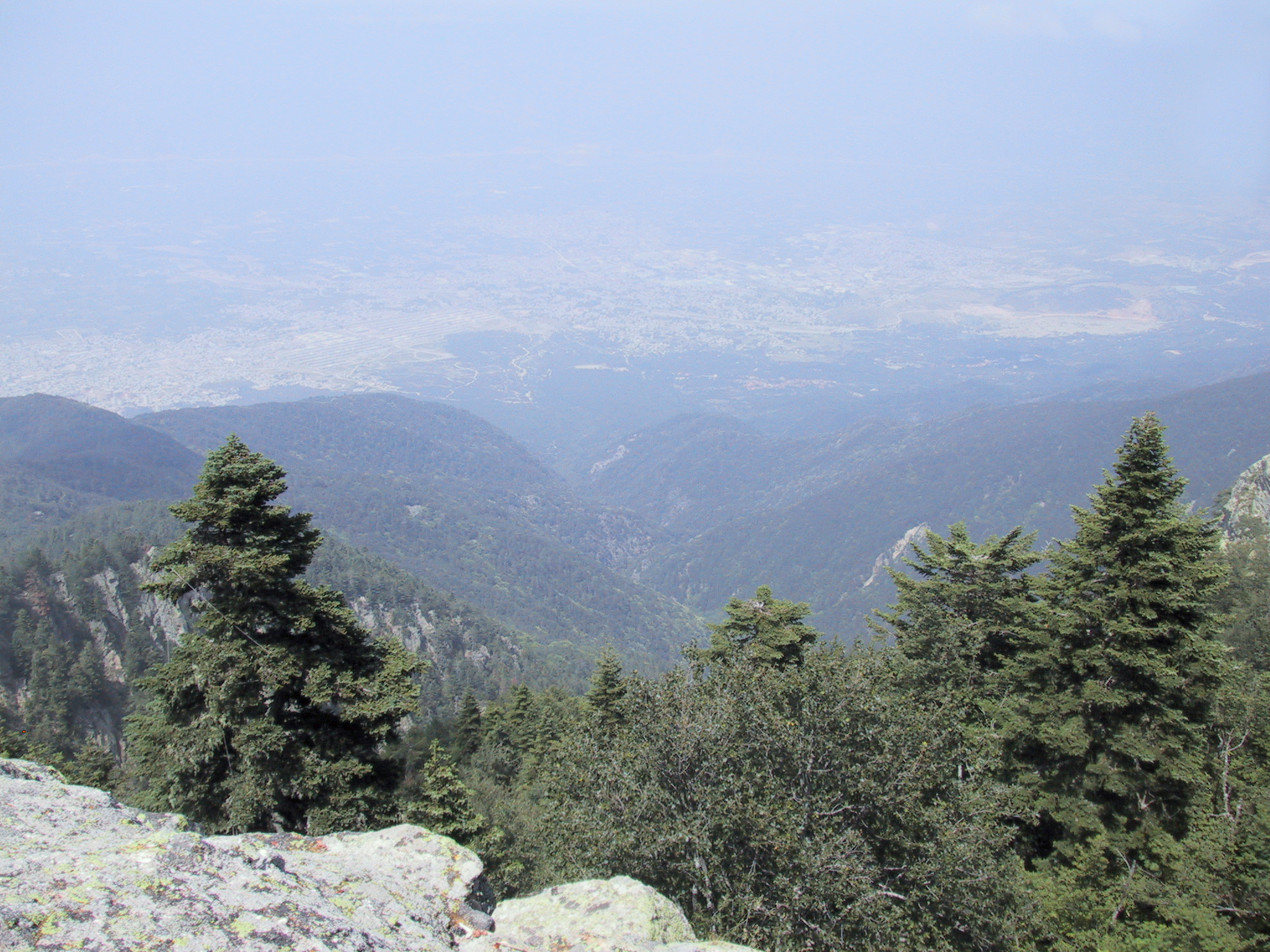
Az Uludağ Nemzeti Park

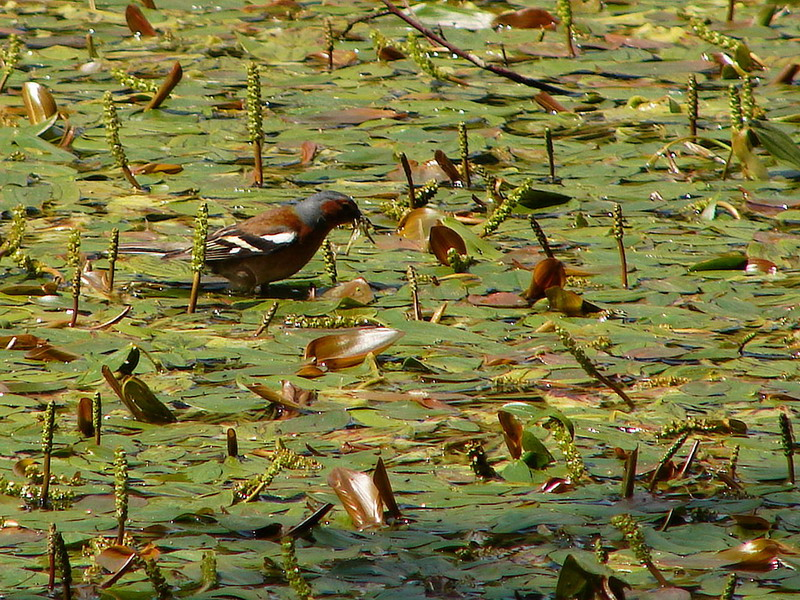
Erdei pinty a Yedigöller Nemzeti Parkban

| ssz. | név                                                                                  | alapítás éve | fekvése (tartomány) | terület (ha) |
| ---- | ------------------------------------------------------------------------------------ | ------------ | ------------------- | ------------ |
| 1    | Yozgat Çamlığı Milli Parkı (Yozgat Fenyves Nemzeti Park)                             | 1958         | Yozgat              | 267          |
| 2    | Karatepe–Arslantaş Tarihi Milli Parkı (Karatepe–Arslantaş Történelmi Nemzeti park)   | 1958         | Osmaniye            | 4145         |
| 3    | Soğuksu Milli Parkı (Soğuksu Nemzeti Park)                                           | 1959         | Ankara              | 1187         |
| 4    | Kuşcenneti Milli Parkı (Kuşcenneti [Madárparadicsom] Nemzeti Park)                   | 1959         | Balıkesir           | 17058        |
| 5    | Uludağ Milli Parkı (Uludağ Nemzeti Park)                                             | 1961         | Bursa               | 13024        |
| 6    | Yedigöller Milli Parkı (Yedigöller [Hét tó] Nemzeti Park)                            | 1965         | Bolu                | 1623         |
| 7    | Büyük Menderes Deltası Milli Parkı (Nagy-Menderes Nemzeti Park)                      | 1966         | Aydın               | 27598        |
| 8    | Spil Dağı Milli Parkı (Spil-hegyi Nemzeti Park)                                      | 1968         | Manisa              | 6867         |
| 9    | Kızıldağ Milli Parkı (Kızıldağ Nemzeti Park)                                         | 1969         | Isparta             | 55106        |
| 10   | Güllük Dağı Milli Parkı (Termessos) (Güllük-hegyi Nemzeti Park)                      | 1970         | Antalya             | 6700         |
| 11   | Kovada Gölü Milli Parkı (Kovada-tavi Nemzeti Park)                                   | 1970         | Isparta             | 6551         |
| 12   | Munzur Vadisi Milli Parkı (Munzur Völgyi Nemzeti Park)                               | 1971         | Tunceli             | 42674        |
| 13   | Beydağları Sahil Milli Parkı (Beydağları Parti Nemzeti Park)                         | 1972         | Antalya             | 31018        |
| 14   | Gelibolu Yarımadası Tarihi Milli Parkı (Gallipoli-félsziget Történelmi Nemzeti Park) | 1973         | Çanakkale           | 33439        |
| 15   | Köprülü Kanyon Milli Parkı (Köprülü Kanyon Nemzeti Park)                             | 1973         | Antalya             | 35719        |
| 16   | Ilgaz Dağı Milli Parkı (Ilgaz-hegyi Nemzeti Park)                                    | 1976         | Kastamonu           | 1118         |
| 17   | Başkomutanlık Tarihi Milli Parkı (Főparancsnoksági Történelmi Nemzeti Park)          | 1981         | Afyonkarahisar      | 40948        |
| 18   | Göreme Tarihi Milli Parkı (Göreme Történelmi Nemzeti Park)                           | 1986         | Nevşehir            | 9614         |
| 19   | Altındere Vadisi Milli Parkı (Altındere Völgyi Nemzeti Park)                         | 1987         | Trabzon             | 4468         |
| 20   | Alacahöyük Tarihi Milli Parkı (Alacahöyük Történelmi Nemzeti Park)                   | 1988         | Çorum / Boğazköy    | 2600         |
| 21   | Nemrut Dağı Milli Parkı (Nemrut-hegyi Nemzeti Park)                                  | 1988         | Adıyaman            | 13827        |
| 22   | Beyşehir Gölü Milli Parkı (Beyşehir-tavi Nemzeti Park)                               | 1993         | Konya               | 86855        |
| 23   | Kazdağı Milli Parkı (Kazdağı Nemzeti Park)                                           | 1994         | Balıkesir           | 20935        |
| 24   | Altınbeşik Mağarası Milli Parkı (Altınbeşik Barlang Nemzeti Park)                    | 1994         | Antalya             | 1147         |
| 25   | Hatila Vadisi Milli Parkı (Hatila Völgy Nemzeti Park)                                | 1994         | Artvin              | 16988        |
| 26   | Honaz Dağı Milli Parkı (Honaz-hegyi Nemzeti Park)                                    | 1994         | Denizli             | 9219         |
| 27   | Karagöl Sahara Milli Parkı (Karagöl Síkság Nemzeti Park)                             | 1994         | Artvin              | 3766         |
| 28   | Kaçkar Dağları Milli Parkı (Kaçkar-hegységbeli Nemzeti Park)                         | 1994         | Rize                | 51550        |
| 29   | Aladağlar Milli Parkı (Aladağlar Nemzeti Park)                                       | 1994         | Niğde               | 55065        |
| 30   | Marmaris Milli Parkı (Marmaris Nemzeti Park)                                         | 1996         | Muğla               | 33350        |
| 31   | Saklıkent Milli Parkı (Saklıkent Nemzeti Park)                                       | 1996         | Muğla               | 12390        |
| 32   | Troya Tarihi Milli Parkı (Trója Nemzeti Park)                                        | 1996         | Çanakkale           | 13350        |
| 33   | Bartın Küre Dağları Milli Parkı (Bartın Küre–hegységbeli Nemzeti Park)               | 2000         | Kastamonu           | 37000        |
| 34   | Sarıkamış-Allahüekber Dağları Millî Parkı                                            | 2004         | Erzurum, Kars       | 22980        |
| 35   | Ağrı Dağı Millî Parkı                                                                | 2004         | Iğdır, Ağrı         | 87380        |
| 36   | Gala Gölü Millî Parkı                                                                | 2005         | Edirne              | 6090         |
| 37   | Sultansazlığı Millî Parkı                                                            | 2006         | Kayseri             | 24529        |
| 38   | İğneada Longoz Ormanları Millî Parkı                                                 | 2007         | Kırklareli          | 3155         |
| 39   | Tek Tek Dağları Millî Parkı                                                          | 2007         | Şanlıurfa           | 19335        |
| 40   | Nenehatun Milli Parkı                                                                | 2009         | Erzurum             | 387          |